# Idéal de la Loge
Idéal de la Loge (né le 26 février 1996), est un étalon de robe baie, appartenant au stud-book du Selle français, monté en saut d'obstacles par le cavalier français Roger-Yves Bost. C'est un fils de Dollar du Mûrier.

## Histoire
Idéal de la Loge naît le 26 février 1996 à la S.C.E.A. Élevage de la Loge, à Couffé,, près de Nantes. Son éleveuse, Marie-Odile Debonnet, a repris l'exploitation agricole de ses parents. Elle a récupéré la juments Ulenda alors âgée de 4 ans. Elle vend Idéal alors qu'il est tout jeune poulain, à Patrice Millot et Elisabeth Millot, de l'élevage des Ones en Dordogne. Le jeune poulain est décrit comme charismatique, bien bâti, et doté d'un galop de qualité.
Idéal est présenté au concours d'approbation des mâles Selle français de 3 ans à Saint-Lô, mais peu apprécié. L'année suivante, il est formé au concours complet d'équitation avec Nicolas Touzaint.
Monté par Roger-Yves Bost, il joue ensuite un rôle important sur la scène mondiale du saut d'obstacles, jusqu'en 2012.

## Description
Idéal de la Loge est un étalon de robe baie, inscrit au stud-book du Selle français,, dans la section « originel ». Il mesure 1,70 m,.

## Palmarès
Idéal de la Loge est un étalon peu régulier, mais grand gagnant. Il atteint un indice de saut d'obstacles (ISO) de 182 en 2009, et totalise plus d'un million d'euros de gains en concours.
- 2005 : vainqueur du CSI3* de Liège[7]
- 2006 : vainqueur des Grands Prix d'Hickstead et de Maastricht[7]
- 2009 : vainqueur du Grand Prix du CSI5* de Cannes[6]
- septembre 2011 : vainqueur de l'étape finale Global Champions Tour à Abou Dabi[6]
- 2010 : 6e du Grand Prix coupe du monde du CSI5*W de Bordeaux[8]
- 2012 : second du Grand Prix pro élite de Fontainebleau[8]

## Origines
Idéal de la Loge est un fils de l'étalon Dollar du Mûrier et de la jument Ulenda, par Joyau d'Or,
. Il est considéré comme le meilleur fils de Dollar du Mûrier. Sa mère Ulenda est une fille de l'étalon Joyau d'or A, ISO 154. Almé apparaît deux fois dans le pedigree d'Idéal de la Loge, en 3e génération.

## Descendance
En tant qu'étalon, Idéal de la Loge est approuvé à la reproduction en Selle français (son stud-book de naissance), Zangersheide et Holsteiner. Il est le père de Qoud'coeur de la Loge.